# Hylomecon japonica
Hylomecon japonica là một loài thực vật có hoa trong họ Anh túc. Loài này được (Thunb.) Prantl & Kündig mô tả khoa học đầu tiên năm 1889.

## Hình ảnh

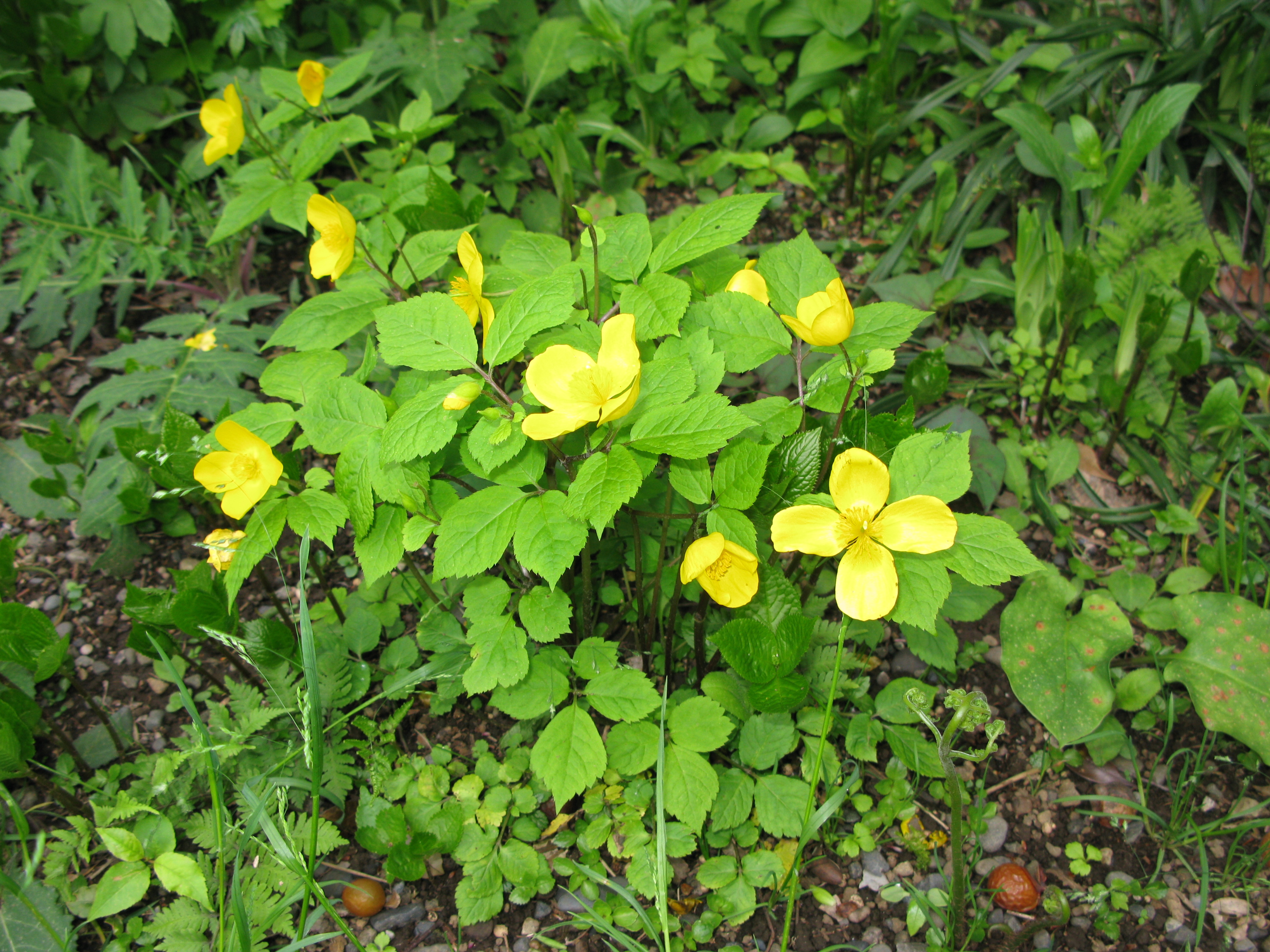
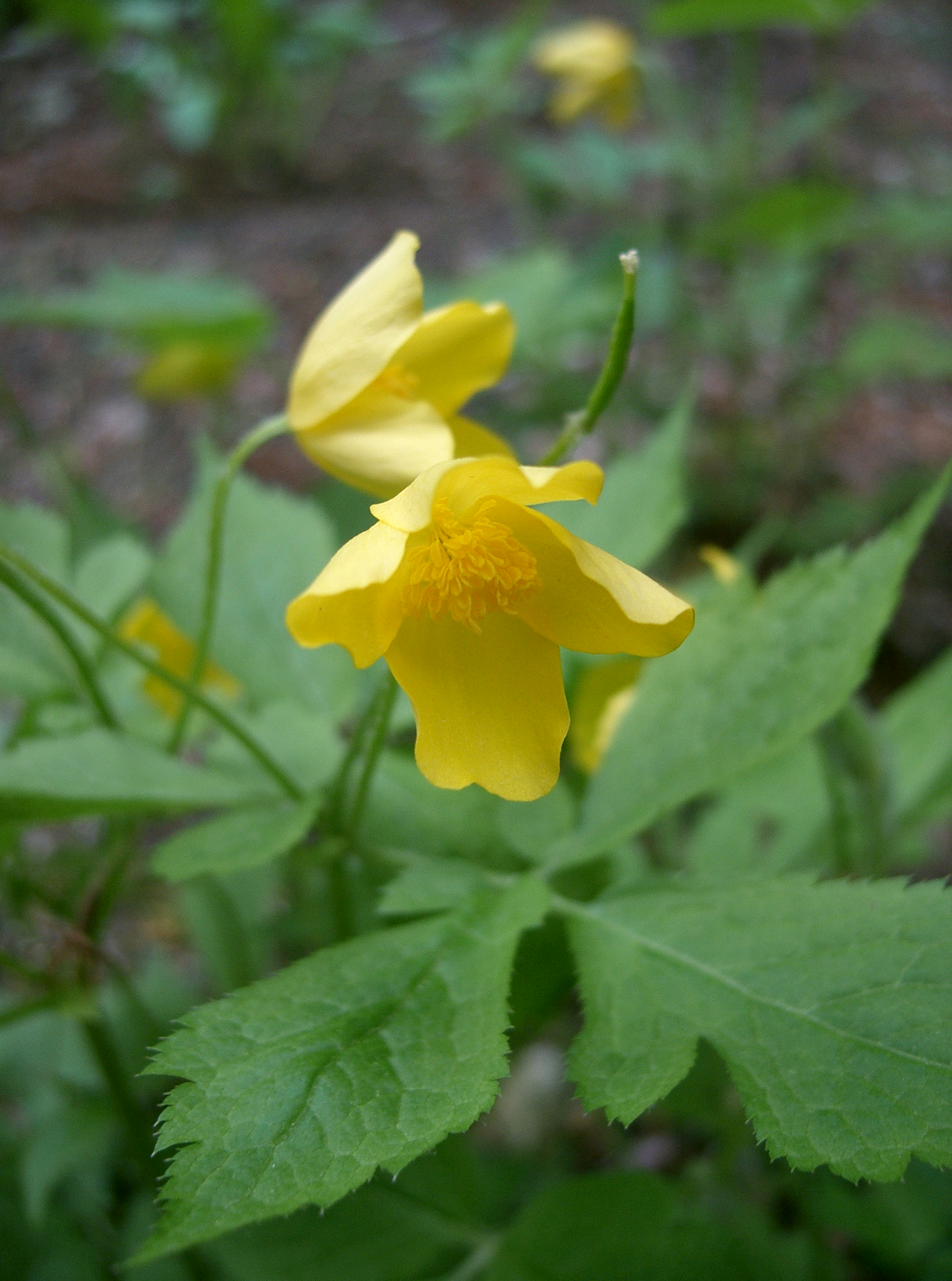
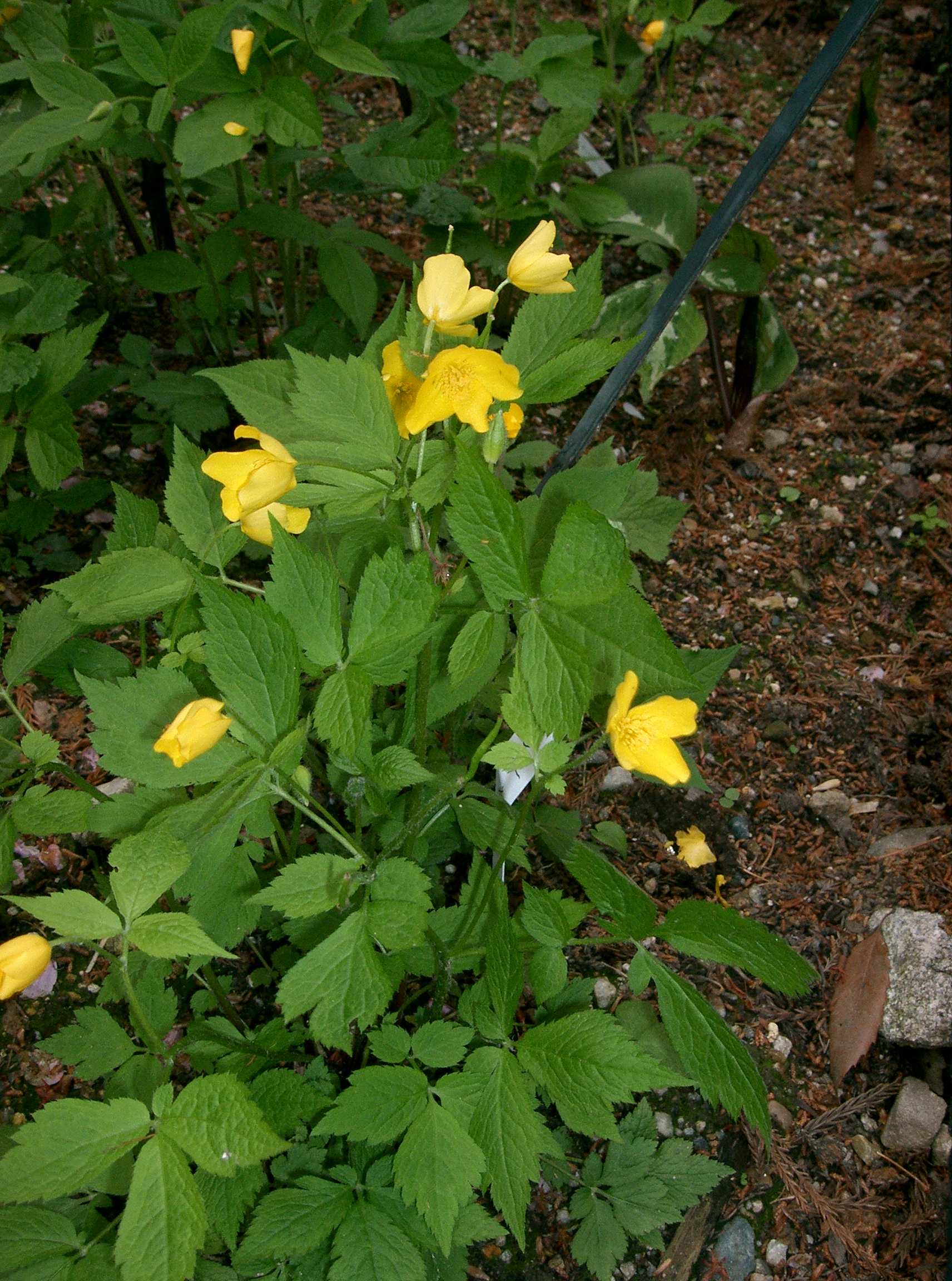
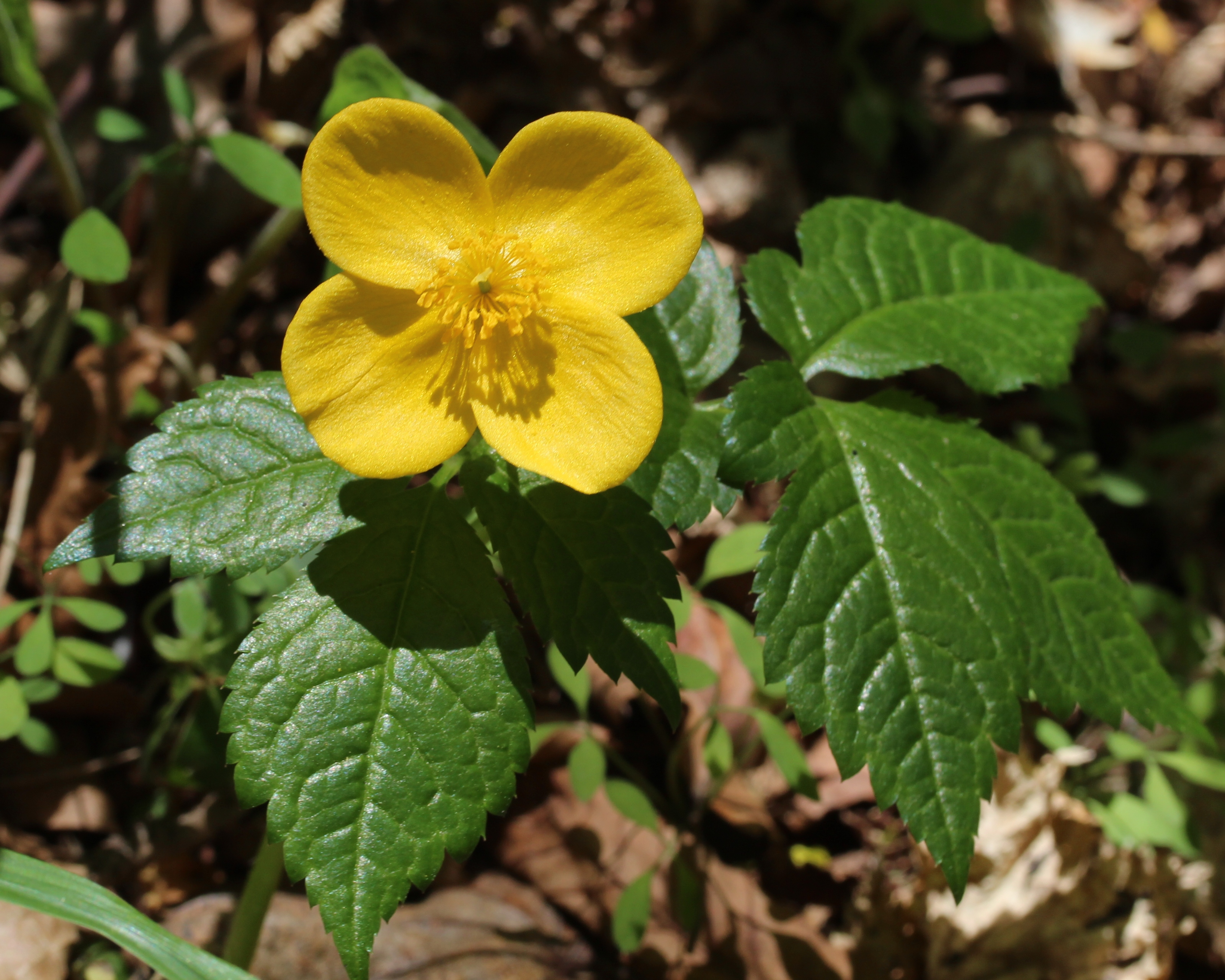